# Hälsokällan i Huskvarna
Hälsokällan är en mineralvattenkälla i Huskvarna i Jönköpings kommun.
Från 1890 till 1920-talet kunde man dricka brunn i Huskvarna såväl som på många andra platser i landet. Källan var belägen i sluttningen vid Klevaliden, som nu heter Hakarpsvägen. Som minne av den har bevarats en paviljong ritad 1906 av byggnadsingenjören på Husqvarna Vapenfabriks AB Birger Damstedt. Enligt länsmuseets 'Rapport nr 21' har den "grå, liggande fasspontpanel och svart tälttak". Hälsokällan har gett namn åt kvarteret och paviljongen kan ses vid den gångväg, som leder från Hakarpsvägen upp till scoutstugan Örjansgården och områdena där ovanför, Ebbes bruk och Pettersberg.